# Морской факультет Университета Черногории

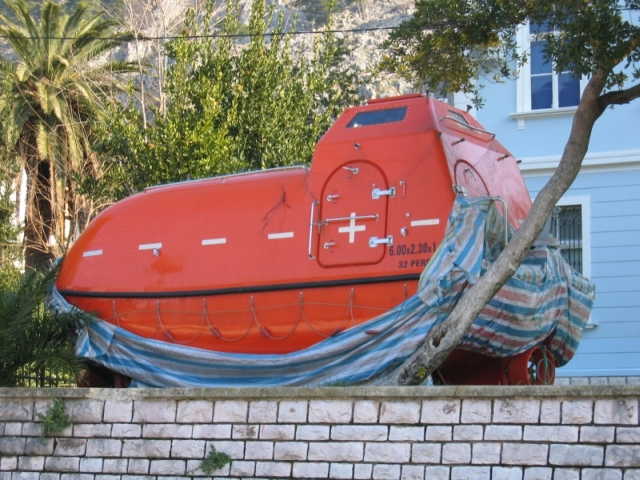
Учебное судно для тренировки студентов

Морской факультет (черног. Fakultet za pomorstvo, серб. Факултет за поморство) — один из факультетов Университета Черногории, единственного государственного высшего учебного заведения Черногории. Расположен в Которе.

## История
Высшая морская школа в Которе была сформирована в 1959 году как независимое высшее учебное заведение с целью подготовки кадров для флота Югославии.
В Бока-Которском заливе Адриатического моря издревле существовали богатые традиции мореплавания и кораблестроения — о них рассказывает экспозиция расположенного в Которе Морского музея Черногории.
Неофициально считается, что Высшая морская школа является прямой наследницей мореходной школы, открытой Марко Мартиновичем в Перасте в 1697 году (среди её известных выпускников можно упомянуть российского государственного деятеля графа П. А. Толстого и адмирала российского флота М. Х. Змаевича).
Запросы быстро развивающейся югославской экономики требовали дальнейшего совершенствования морского образование и вызвали открытие кафедр обучения по новым специальностям. В 1981 году Высшая морская школа была преобразована в Морской факультет Университета Черногории.
В 2014 году факультет получил грант Всемирного банка на проведение исследований по проекту «Sustainable Marina».
В 2015 году факультет был награжден призом «21 novembar» за многолетние заслуги в области высшего морского образования.

## Структура
Морской факультет — комплексное образовательное и научное заведение, которое готовит на своих кафедрах специалистов с начальным высшим и высшим образованием, и предоставляющее возможность подготовки к аспирантуре.
В состав факультета кроме кафедр входят:
- Имитационный центр (симулятор капитанского мостика)
- Вычислительный центр
- Морская библиотека

Бакалавриат
Обучение на звание специалиста организовано на следующих кафедрах:
- Кафедра управления
- Кафедра морского судоходства
- Кафедра морской навигации
- Кафедра морского судостроения
- Кафедра морской электроинженерии

Обучение на звание специалиста организовано на базе четырёхлетнего обучения для всех кафедр, кроме кафедры морской электроинженерии, где обучение ведется два года.
Магистратура
Обучение на звание дипломированного специалиста организовано на следующих кафедрах:
- Кафедра делового администрирования на морском транспорте

## Сотрудничество
Морской факультет сотрудничает с научно-исследовательским Институтом биологии моря, расположенным также в Которе.
Кроме того, факультет поддерживает связи с морскими факультетами других университетов бывших югославских республик в Дубровнике, Задаре, Пуле, Риеке, Сплите и Любляне.